# Kostel svatého Bavona (Haarlem)
Kostel svatého Bavona nebo Velký kostel (nizozemsky Grote of Sint-Bavokerk) je trojlodní křížový kostel v Haarlemu v Nizozemí.

## Historie
Kostel, největší sakrální stavba v Haarlemu, byl postaven v letech 1370–1520 původně jako katolická katedrála v gotickém stylu, zasvěcená patronu města Haarlemu sv. Bavonovi. Jde o trojlodní baziliku se střední lodí vyšší a širší než lodě postranní. Střední věž je kvůli statice dřevěná, pokrytá olověnými šindeli. Původní kamenná věž byla v letech 1514–1517 kvůli přetížení sloupů snesena a dnes zdobí kostel v haarlemské části Bakeness. Od roku 1578 slouží kostel reformační církvi.
Do roku 1831 se v kostele pohřbívalo; pohřbených je více než tisíc a podlaha kostela je téměř celá pokryta náhrobními deskami černé barvy. Kromě jiných významných osobností je kostel místem posledního odpočinku i malíře Franse Halse.
Stavba byla prohlášena za Rijksmonument, tedy památku mimořádné hodnoty.

## Varhany

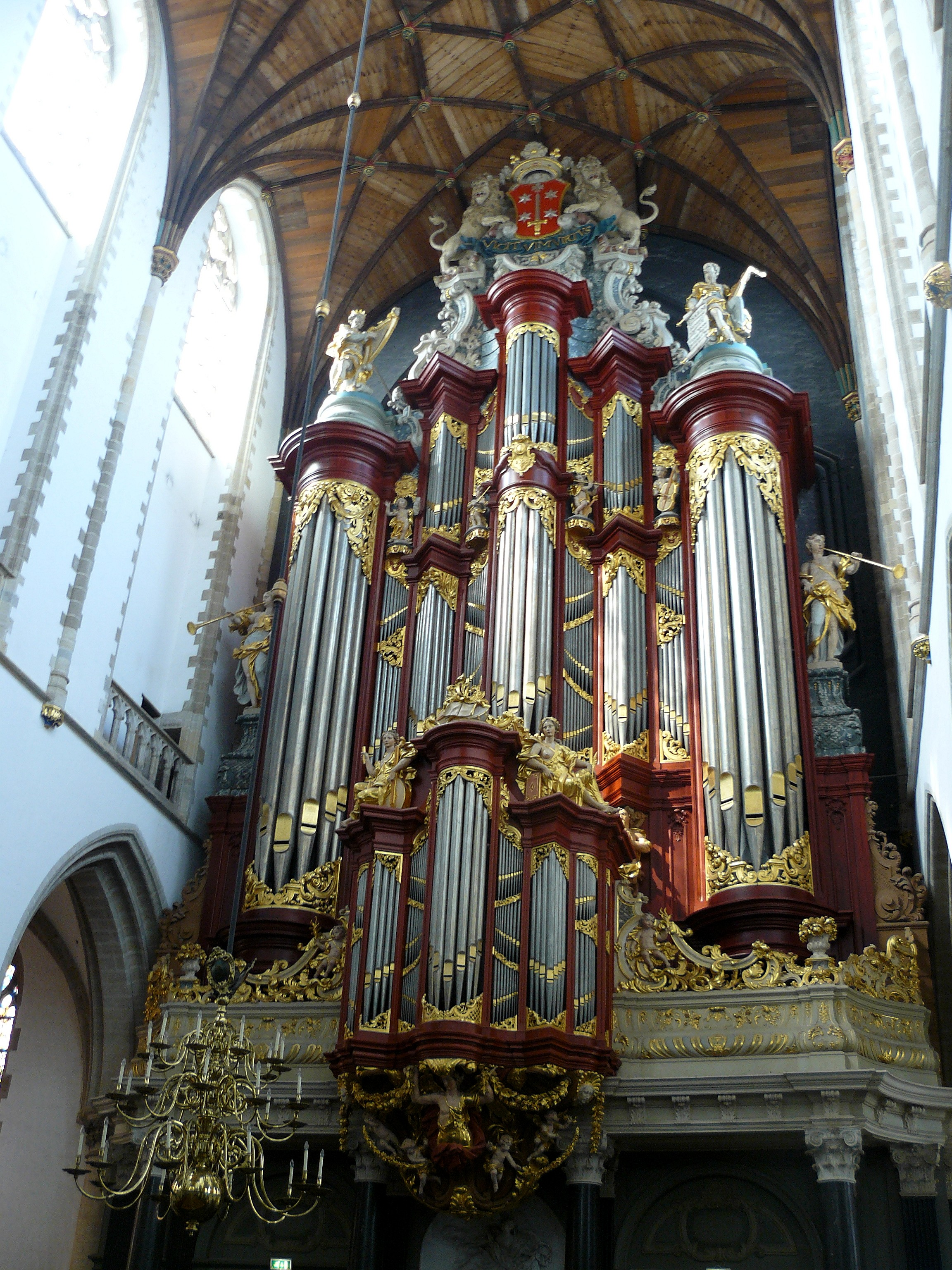
Varhany v kostele sv. Bavona

Varhany od Christiana Müllera pocházejí z roku 1738 a se svými 63 rejstříky (dnes 64), třemi manuály, pedálem a zhruba pěti tisíci píšťal byly v době svého vzniku největším nástrojem svého druhu na světě; na nástroji, považovaném za nejkrásnější na světě, hráli Georg Fridrich Händel, Felix Mendelssohn-Bartholdy a v roce 1766 desetiletý Wolfgang Amadeus Mozart. V průběhu staletí prošly varhany různými změnami a úpravami, při rekonstrukci v letech 1959–1961 jim však byly navráceny původní dispozice a v rámci možností i původní zvuková stránka.
V roce 1898 byla v Haarlemu postavena katolická katedrála rovněž zasvěcená sv. Bavonovi.